# Мунит
Мунит је личност из грчке митологије.

## Етимологија
Његово име има значење „једнострани штит“.

## Митологија
Мунит је био син Акаманта и Лаодике, Пријамове кћерке. Она се заљубила у Акаманта приликом његовог посланства Троји и тајно му родила сина. На Пријамовом двору, Мунита је васпитавала Акамантова бака Етра. Након пада Троје, Мунит је пошао свом оцу у Атику, али га је на Олинту ујела отровна змија док је ловио и умро је. О њему је писао Ликофрон.